# Nerine bowdenii
Nerine bowdenii là một loài thực vật có hoa trong họ Amaryllidaceae. Loài này được W.Watson mô tả khoa học đầu tiên năm 1904.

## Hình ảnh

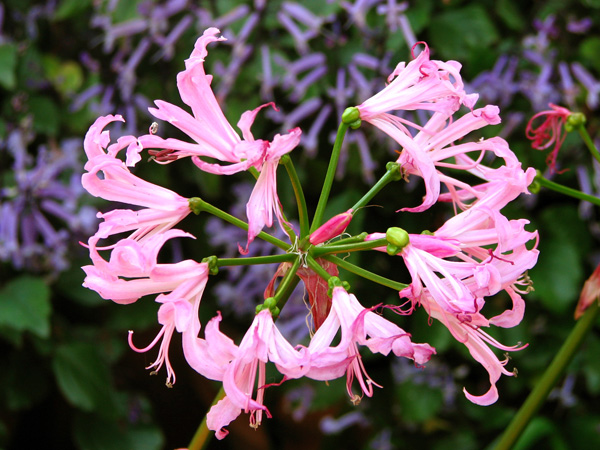
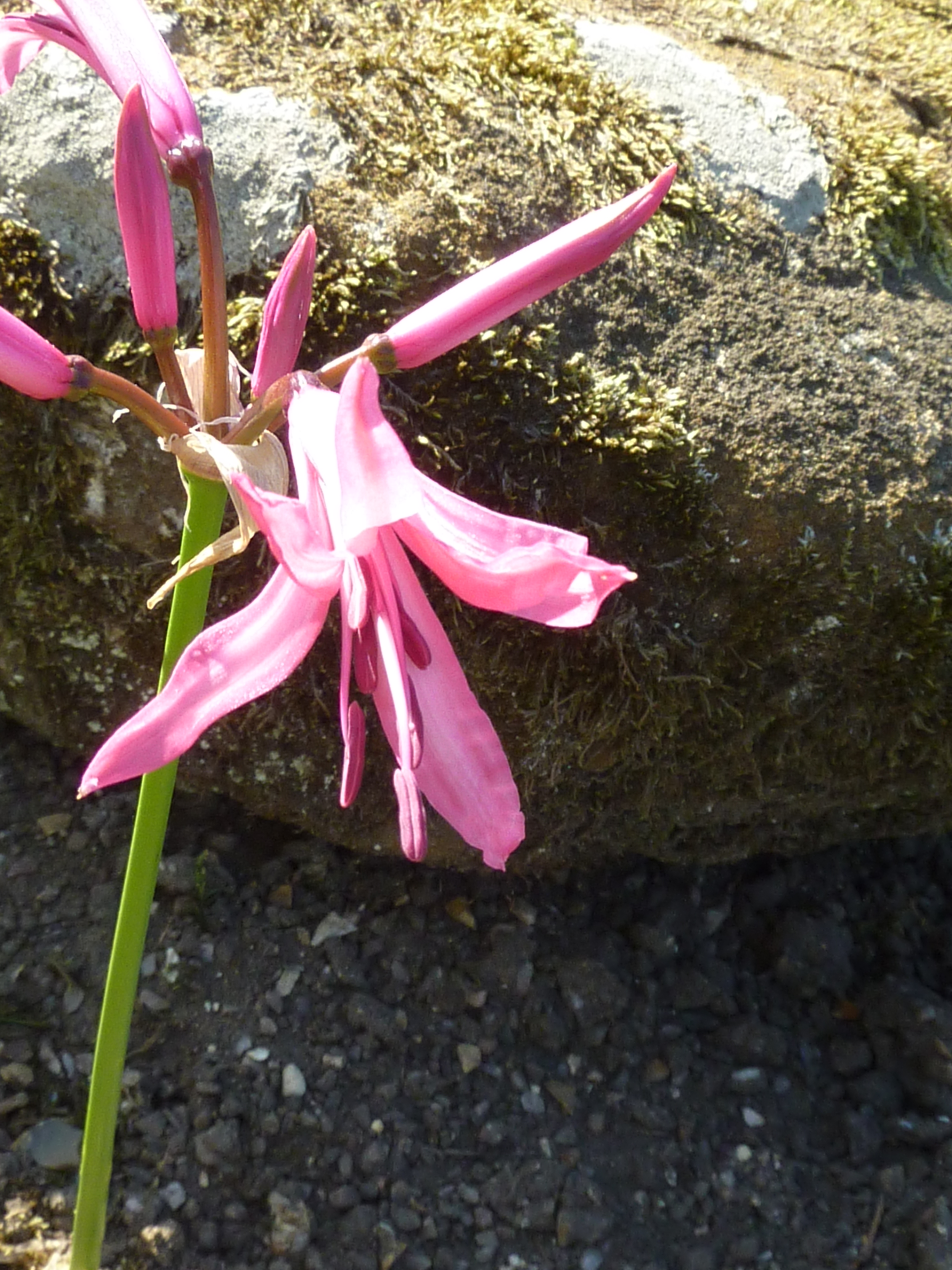
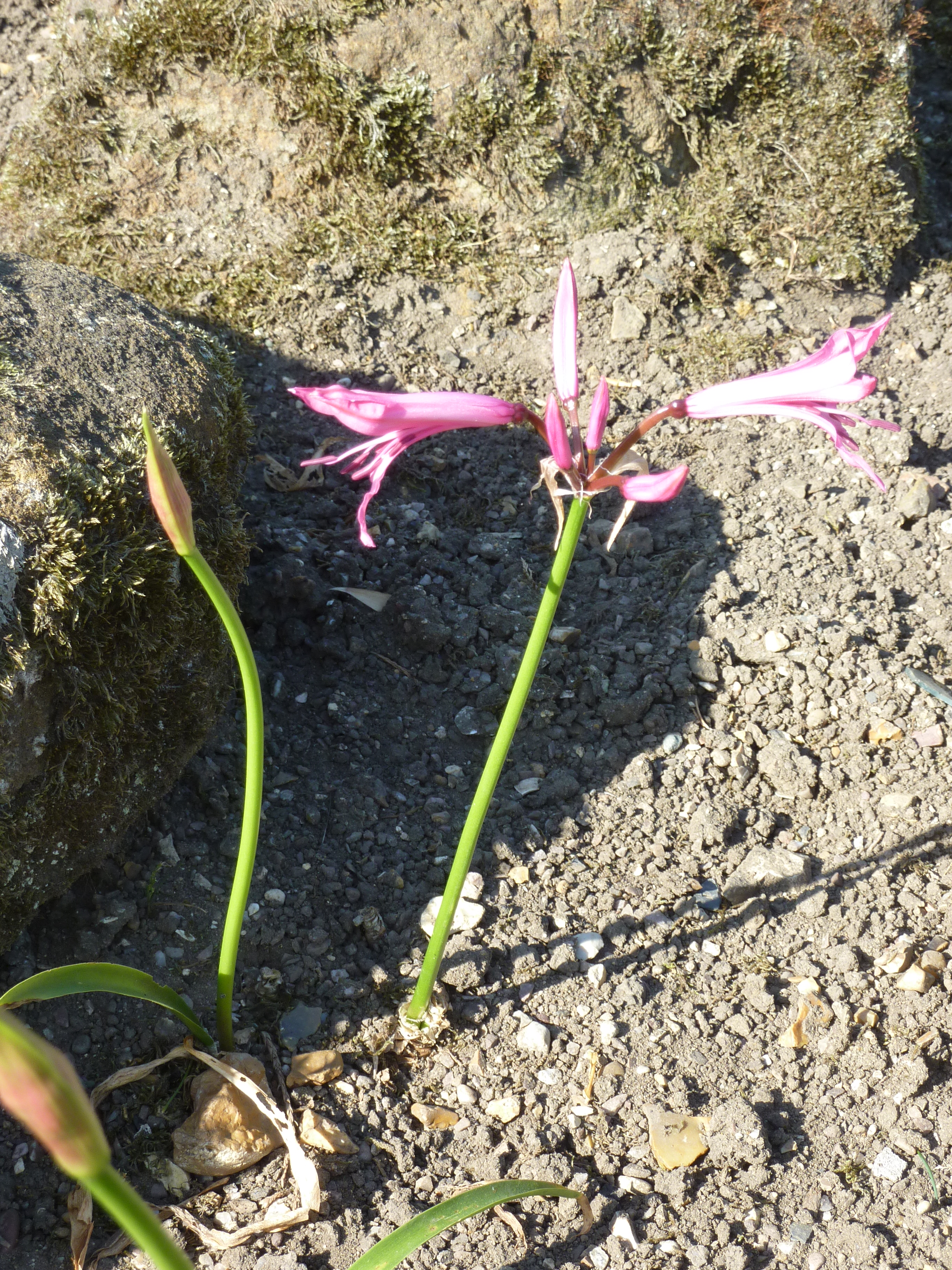
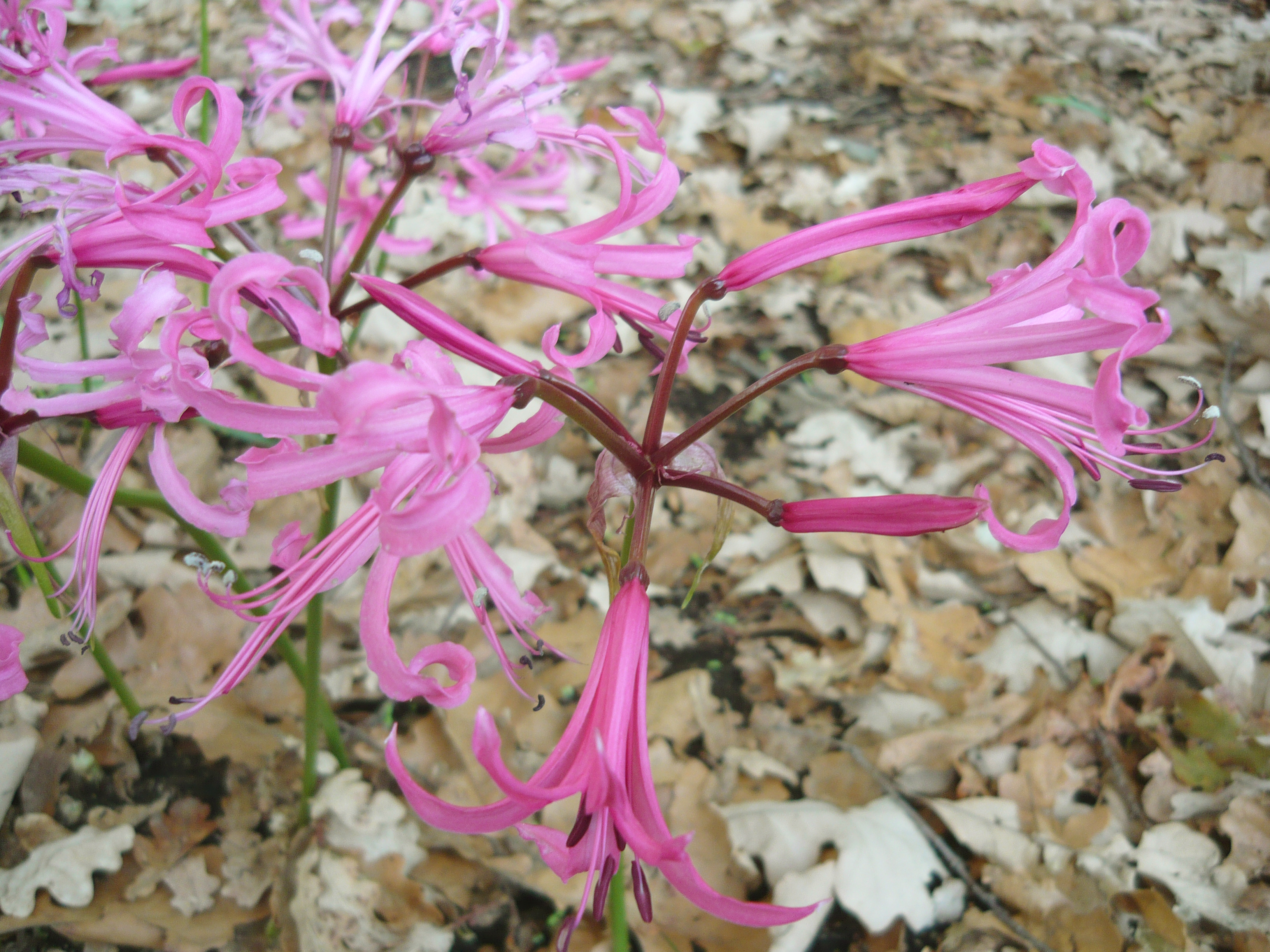